# 高橋大輔 (声優)
高橋 大輔（たかはし だいすけ、1986年2月20日 - ）は、日本の声優、俳優。奈良県出身。

## 来歴
日本ナレーション演技研究所、テアトル・エコー研究所卒業。
以前はアーツビジョン、プロダクション・タンクに所属していた。2019年から東京俳優生活協同組合に所属。

## 人物
声種はハイバリトン。外国語は英語（イギリス・ネイティヴ通翻訳可能）。免許・資格は中型自動車免許。
特技はカードマジック、カクテル作り。趣味・スポーツはゴルフ、テニス、映画鑑賞、ゲーム、お酒あつめ、海外MV鑑賞、読書。

## 出演

### テレビアニメ
2011年
- THE IDOLM@STER（TVアナウンサー）

2012年
- しろくまカフェ（探検家）

2013年
- 黒子のバスケ（火神のチームメイト）※第2期

2014年
- Wake Up, Girls!（2014年 - 2018年、城本一、ファン、岡本未夕のファン、TVの男性、社員 他）- 2シリーズ
- ソウルイーターノット!（死武専職員B）
- 残響のテロル（クラレンス、司令官）
- 弱虫ペダル GRANDE ROAD（観客、選手、塩野、箱根学園先輩）

2015年
- パンチライン（部下、兵士1）
- おそ松さん（MASA職員、客）
- コンクリート・レボルティオ〜超人幻想〜（2015年 - 2016年、収集家、兵士、米国兵士、野球少年超人、零一の仲間）- 2シリーズ

2016年
- 銀魂 シリーズ（2016年 - 2018年、奈落B、乱入した賊）- 2シリーズ
- ベルセルク（盗賊、司祭）
- ViVid Strike!（取材記者A）

2017年
- 最遊記RELOAD BLAST（妖怪、役人、隊員）
- 神撃のバハムート VIRGIN SOUL（兵士）
- 将国のアルタイル（親兵、ロットウルムB）
- ブラッククローバー（2017年 - 2021年、少年、マグナの友人、同級生、ラルフ・ニアフレム）
- 戦刻ナイトブラッド（村人）

2018年
- バジリスク 〜桜花忍法帖〜（黒鍬衆）
- りゅうおうのおしごと!（研修生B）
- たくのみ。（クライアントA）
- 実験品家族 -クリーチャーズ・ファミリー・デイズ-（サラリーマン）
- とある魔術の禁書目録III（査楽）

2020年
- とある科学の超電磁砲T（査楽）
- 名探偵コナン（2020年 - 2025年、刑事、アナウンサー、桑井綱彦、半グレ、ラムの手下 他）
- 池袋ウエストゲートパーク（憲兵）

2021年
- ドラえもん（テレビ朝日版第2期）（2021年 - 2022年、つけ五郎、ハダカデバネズミ、アナウンサー、主人）
- パズドラ（2021年 - 2024年、パイロット、キャッシュマン）
- 小林さんちのメイドラゴンS（小太りの不良、ホットドッグ屋）
- サクガン（政府放送）
- マブラヴ オルタネイティヴ（衛士B、士官B）
- 名探偵コナン 警察学校編 Wild Police Story（2021年 - 2023年、助教、犯人、男性客）

2022年
- 平家物語（後白河の侍従）
- パリピ孔明（パリピ）
- BIRDIE WING -Golf Girls' Story-（運転手）
- 転生賢者の異世界ライフ 〜第二の職業を得て、世界最強になりました〜（マッシュ）
- うる星やつら (2022)（キャスター）

2023年
- ひろがるスカイ!プリキュア（虹ヶ丘あきら）
- ブルーロック（アダム・ブレイク）

2024年
- 真夜中ぱんチ（バンドマン）
- 烏は主を選ばない（郷吏）
- クレヨンしんちゃん（男性A）
- ダンダダン（アイラの父）

2025年
- シャングリラ・フロンティア（GHC ゲーム音声）
- ウマ娘 シンデレラグレイ（藤井泉助）
- ブスに花束を。（番組MC）

### 劇場アニメ
2010年代
- 魔法少女リリカルなのは The MOVIE 1st（2010年、デビッド・バニングス）
- BLAME!（2017年、ヤチタ）
- 魔法少女リリカルなのは Reflection / Detonation（2017年 - 2018年、デビッド・バニングス、隊員） - 2部作
- ペンギン・ハイウェイ（2018年、レポーター）
- 機動戦士ガンダムNT（2018年、オペレーター）
- 薄暮（2019年、部長）

2020年代
- 機動戦士ガンダム 閃光のハサウェイ（2021年、キャプテン）
- 劇場版マクロスΔ 絶対LIVE!!!!!!（2021年）
- サマーゴースト（2021年、医者）
- ルックバック（2024年、アナウンサー）
- 劇場版 オーバーロード 聖王国編（2024年）

### OVA
- エロマンガ先生（2019年、アニメP、おじさん軍団）

### Webアニメ
- DEVILMAN crybaby（2018年、雷沼教授 / デーモン、アナウンサー、軍人2）
- TIGER & BUNNY 2（2022年、男性キャスター、研究員、市民）

### ゲーム
- ガンダムトライエイジ（2011年、システムボイス）
- 日常（宇宙人）（2011年、英語ナレーション）
- メギド72（2017年[18]）
- デトロイト ビカム ヒューマン（2018年、アダム 他）
- バイオハザード RE:2（2019年、ヘリパイロット）
- VALORANT（2021年、ヨル）
- 信長の野望 出陣（2023年 - 、浅井長政[19]、仁科盛信、柳生石舟斎[20]）

### 吹き替え

#### 映画（吹き替え）
- アザーフッド 私の人生
- アサイラム 監禁病棟と顔のない患者たち（エドワード・ニューゲート〈ジム・スタージェス〉）
- アリータ: バトル・エンジェル（サイボーグ1）
- アントマン&ワスプ（男子学生[21]、手下）
- オーシャンズ8（カルティエ社長[22]）
- オンリー・ザ・ブレイブ
- クーデター（コンシェルジェ）
- ゲット・アライブ（トビアス・ロペス〈サンティアゴ・セグラ〉）
- 哭声/コクソン（イサム）
- 消されたスキャンダル（ジェイク）
- ザ・バウンサー（ルカス〈ジャン＝クロード・ヴァン・ダム〉）
- ジャスティス・リーグ（ギャレット〈ジャック・ヤン〉[23]）
- シャドウハンター（ロレンゾ）
- ジャングル・クルーズ（メルヒオール〈キム・グティエレス〉[24]）
- スリープ・ウィズ・ヴァンパイア（ロス〈アイヴァン・セルゲイ〉）
- 聖杯たちの騎士（代理人1）
- セレステ∞ジェシー
- ダンボ（ナレーション）
- 沈黙の大陸（マイケル〈クロヴィス・フーアン〉）
- NOPE/ノープ（バスター〈エディ・ジェイミソン〉[25]）
- フレンチ・ラン
- メン・イン・キャット（ベイソン）
- ルイの9番目の人生（ピーター・ドラックス〈アーロン・ポール〉）

#### ドラマ
- オール・アバウト・ワシントン（ウェスリー）
- グレイズ・アナトミー 恋の解剖学 第9シーズン
- ゲームシェイカーズ（ミーゴ）
- コンバット・ホスピタル 戦場救命（フォード）
- シークレット・シティ（ヴォーン）
- 相続者たち
- DIVORCE/ディボース（トニー）
- トレイラーパークボーイズ（コーリー）
- 9-1-1: LONE STAR（TK・ストランド〈ローネン・ルビンスタイン〉[26]）
- ビトウィーン（マーク）
- 百年の花嫁（キム秘書〈カン・テファン/本名：カン・ピルソン〉[27][28]）
- ビリオンズ（クレイグ、ミック）
- 法執行人: バス・リーブス（エベール）
- やりすぎ配信! ビザードバーク（リアム）
- レギオン（ファルーク）
- Law & Order: UK 第2シーズン ※ロー&オーダーのイギリスのリメイク版
- ワーキングママ（リチャード）

#### アニメ
- アバローのプリンセス エレナ（ミグズ）
- 犬ヶ島（イゴール）
- ファイナル・スペース（ヒュー）
- ロッキーとブルウィンクルの大冒険（執事）

### ナレーション
- F.C. TOKYO COLORS
- 車家の人々（フジテレビ、インフォマーシャル、）
- 家族の裏事情（フジテレビ、PR・冒頭ナレーション）
- キック最強王者は高校生〜那須川天心〜
- 教材CD キクタン英会話「ベーシック編」「海外旅行編」「オフィス編」
- 週間テニスNAVI（部分的に翻訳も担当）
- Smoking Gun 民間科捜研調査員 流田縁（フジテレビ、ダイジェスト番組ナレーション）
- 特命刑事 カクホの女（番宣ナレーション）
- 錦織圭･大坂なおみグランドスラムへの挑戦
- ふなっしー探偵（番宣ナレーション）
- BS世界のドキュメンタリー（NHK BS）
  - アラファトの実像
    - 前編「片手に持った"オリーブの枝"」（2024年2月12日）
    - 後編「2国家共存の挫折」（2024年2月13日）

### ボイスオーバー
- 地球ドラマチック「あなたの知らないパリ〜潜入!驚異の地下迷宮〜」

### テレビドラマ
- 鑑識捜査官 亀田乃武夫の臨場ファイル
- 警視庁捜査二課・郷間彩香 特命指揮官（声の出演）

### 映画
- 暗殺教室（シロの声）
- 味園ユニバース（声の出演）

### 司会
- Wake Up Girls! 中央大学学園祭イベント
- 仙台映画祭イベント
- マイクロソフトセミナー

### 舞台
- テアトル・エコー研究所公演「想稿・銀河鉄道の夜」（大学士、マルソ、作業員）
- 魚の目朗読会「vol.2 愛のパレット」
- 劇団FULLHOUSE「第12回朗読会〜終戦〜」

### シリーズ一覧
1. ↑  第1期（2014年）、第2期『新章』（2017年 - 2018年）
2. ↑  第1期（2015年）、第2期『THE LAST SONG』（2016年）
3. ↑  第3期『銀魂ﾟ』（2016年）、第4期『銀魂.』（2018年）